# Alexander Szelig
Alexander Szelig (ur. 6 lutego 1966 w Werdau) – niemiecki bobsleista, złoty medalista olimpijski z Lillehammer.
Urodził się w NRD i do zjednoczenia Niemiec reprezentował barwy tego kraju. Na igrzyskach startował czterokrotnie (IO 88, IO 92, IO 94, IO 98), największy sukces odnosząc w 1994, kiedy to został mistrzem olimpijskim (już jako reprezentant Niemiec). Trzykrotnie stawał na podium mistrzostw świata. Medalistą międzynarodowych imprez zostawał jako członek załogi Haralda Czudaja.